# Collegio di Stourbridge
Stourbridge è un collegio elettorale inglese situato nelle Midlands Occidentali, rappresentato alla Camera dei comuni del Parlamento del Regno Unito. Elegge un membro del parlamento con il sistema first-past-the-post, ossia maggioritario a turno unico; l'attuale parlamentare è Cat Eccles, eletta con il Partito Laburista nel 2024.

## Estensione

Stourbridge dal 2010 al 2024

Stourbridge è uno dei quattro collegi del borgo metropolitano di Dudley, di cui ricopre la parte sud-occidentale.
- 1918–1950: il Municipal Borough di Stourbridge, i distretti urbani di Lye and Wollescote e Oldbury, e il distretto rurale di Halesowen.
- 1997–2010: i ward del borgo metropolitano di Dudley di Amblecote, Lye and Wollescote, Norton, Pedmore and Stourbridge East, Quarry Bank and Cradley e Wollaston and Stourbridge West.
- 2010–2024: i ward del borgo metropolitano di Dudley di Amblecote, Cradley and Foxcote, Lye and Wollescote, Norton, Pedmore and Stourbridge East, Quarry Bank and Dudley Wood e Wollaston and Stourbridge Town.
- dal 2024: i ward del borgo metropolitano di Dudley di Amblecote; Brierley Hill; Lye and Stourbridge North; Netherton, Woodside and St. Andrews; Norton; Pedmore and Stourbridge East e Wollaston and Stourbridge Town.[1]

## Membri del parlamento
| Elezione | Elezione     | Deputato            | Partito            |
| -------- | ------------ | ------------------- | ------------------ |
|          | 1918         | John William Wilson | Liberale           |
|          | 1922         | Douglas Pielou      | Conservatore       |
|          | 1927 (S)     | Wilfred Wellock     | Laburista          |
|          | 1931         | Robert Morgan       | Conservatore       |
|          | 1945         | Arthur Moyle        | Laburista          |
|          | 1950         | Collegio abolito    | Collegio abolito   |
|          | 1997         | Collegio ri-creato  | Collegio ri-creato |
|          | 1997         | Debra Shipley       | Laburista          |
| 2005     | Lynda Waltho |                     | Laburista          |
|          | 2010         | Margot James        | Conservatore       |
|          | Set 2019     | Margot James        | Indipendente       |
|          | Ott 2019     | Margot James        | Conservatore       |
| 2019     | Suzanne Webb |                     | Conservatore       |
|          | 2024         | Cat Eccles          | Laburista          |

## Elezioni

### Elezioni negli anni 2020
| Partito                    | Partito                                           | Candidato                  | Risultati 4 luglio 2024 | Risultati 4 luglio 2024 |
| Partito                    | Partito                                           | Candidato                  | Voti                    | %                       |
| -------------------------- | ------------------------------------------------- | -------------------------- | ----------------------- | ----------------------- |
|                            | Laburista                                         | Cat Eccles                 | 15 338                  | 38,46                   |
|                            | Conservatore                                      | Suzanne Webb               | 12 265                  | 30,76                   |
|                            | Reform UK                                         | Richard Shaw               | 7 869                   | 19,73                   |
|                            | Verdi                                             | Stephen Price              | 1 732                   | 4,34                    |
|                            | Lib Dem                                           | Chris Bramall              | 1 607                   | 4,03                    |
|                            | Workers                                           | Mohammed Ramzan            | 1 067                   | 2,68                    |
|                            |                                                   |                            |                         |                         |
| Iscritti                   | Iscritti                                          | Iscritti                   | 68 310                  | 100,00                  |
| ↳ Votanti (% su iscritti)  | ↳ Votanti (% su iscritti)                         | ↳ Votanti (% su iscritti)  | 39 878                  | 58,38                   |
| ↳ Astenuti (% su iscritti) | ↳ Astenuti (% su iscritti)                        | ↳ Astenuti (% su iscritti) | 28 432                  | 41,62                   |
|                            |                                                   |                            |                         |                         |
|                            | Esito: collegio passa da Conservatore a Laburista |                            |                         |                         |

### Elezioni negli anni 2010
| Partito                    | Partito                                   | Candidato                  | Risultati 12 dicembre 2019 | Risultati 12 dicembre 2019 |
| Partito                    | Partito                                   | Candidato                  | Voti                       | %                          |
| -------------------------- | ----------------------------------------- | -------------------------- | -------------------------- | -------------------------- |
|                            | Conservatore                              | Suzanne Webb               | 27 534                     | 60,26                      |
|                            | Laburista                                 | Peter Lowe                 | 13 963                     | 30,56                      |
|                            | Lib Dem                                   | Chris Bramall              | 2 523                      | 5,52                       |
|                            | Verdi                                     | Andi Mohr                  | 1 048                      | 2,29                       |
|                            | Indipendente                              | Aaron Hudson               | 621                        | 1,36                       |
|                            |                                           |                            |                            |                            |
| Iscritti                   | Iscritti                                  | Iscritti                   | 69 891                     | 100,00                     |
| ↳ Votanti (% su iscritti)  | ↳ Votanti (% su iscritti)                 | ↳ Votanti (% su iscritti)  | 45 689                     | 65,37                      |
| ↳ Astenuti (% su iscritti) | ↳ Astenuti (% su iscritti)                | ↳ Astenuti (% su iscritti) | 24 202                     | 34,63                      |
|                            |                                           |                            |                            |                            |
|                            | Esito: collegio confermato a Conservatore |                            |                            |                            |

| Partito                    | Partito                                   | Candidato                  | Risultati 8 giugno 2017 | Risultati 8 giugno 2017 |
| Partito                    | Partito                                   | Candidato                  | Voti                    | %                       |
| -------------------------- | ----------------------------------------- | -------------------------- | ----------------------- | ----------------------- |
|                            | Conservatore                              | Margot James               | 25 706                  | 54,54                   |
|                            | Laburista                                 | Peter Lowe                 | 18 052                  | 38,30                   |
|                            | UKIP                                      | Glen Wilson                | 1 801                   | 3,82                    |
|                            | Lib Dem                                   | Chris Bramall              | 1 083                   | 2,30                    |
|                            | Verdi                                     | Andi Mohr                  | 493                     | 1,05                    |
|                            |                                           |                            |                         |                         |
| Iscritti                   | Iscritti                                  | Iscritti                   | 71 212                  | 100,00                  |
| ↳ Votanti (% su iscritti)  | ↳ Votanti (% su iscritti)                 | ↳ Votanti (% su iscritti)  | 47 855                  | 67,20                   |
| ↳ Astenuti (% su iscritti) | ↳ Astenuti (% su iscritti)                | ↳ Astenuti (% su iscritti) | 23 357                  | 32,80                   |
|                            |                                           |                            |                         |                         |
|                            | Esito: collegio confermato a Conservatore |                            |                         |                         |

| Partito                    | Partito                                   | Candidato                  | Risultati 7 maggio 2015 | Risultati 7 maggio 2015 |
| Partito                    | Partito                                   | Candidato                  | Voti                    | %                       |
| -------------------------- | ----------------------------------------- | -------------------------- | ----------------------- | ----------------------- |
|                            | Conservatore                              | Margot James               | 21 195                  | 46,05                   |
|                            | Laburista                                 | Pete Lowe                  | 14 501                  | 31,50                   |
|                            | UKIP                                      | James Carver               | 7 774                   | 16,89                   |
|                            | Lib Dem                                   | Chris Bramall              | 1 538                   | 3,34                    |
|                            | Verdi                                     | Christian Kiever           | 1 021                   | 2,22                    |
|                            |                                           |                            |                         |                         |
| Iscritti                   | Iscritti                                  | Iscritti                   | 68 700                  | 100,00                  |
| ↳ Votanti (% su iscritti)  | ↳ Votanti (% su iscritti)                 | ↳ Votanti (% su iscritti)  | 46 029                  | 67,00                   |
| ↳ Astenuti (% su iscritti) | ↳ Astenuti (% su iscritti)                | ↳ Astenuti (% su iscritti) | 22 671                  | 33,00                   |
|                            |                                           |                            |                         |                         |
|                            | Esito: collegio confermato a Conservatore |                            |                         |                         |

| Partito                    | Partito                                           | Candidato                  | Risultati 6 maggio 2010 | Risultati 6 maggio 2010 |
| Partito                    | Partito                                           | Candidato                  | Voti                    | %                       |
| -------------------------- | ------------------------------------------------- | -------------------------- | ----------------------- | ----------------------- |
|                            | Conservatore                                      | Margot James               | 20 153                  | 42,67                   |
|                            | Laburista                                         | Lynda Waltho               | 14 989                  | 31,73                   |
|                            | Lib Dem                                           | Chris Bramall              | 7 733                   | 16,37                   |
|                            | UKIP                                              | Maddy Westrop              | 2 103                   | 4,45                    |
|                            | BNP                                               | Robert Weale               | 1 696                   | 3,59                    |
|                            | Verdi                                             | Will Duckworth             | 394                     | 0,83                    |
|                            | Indipendente                                      | Alun Nicholas              | 166                     | 0,35                    |
|                            |                                                   |                            |                         |                         |
| Iscritti                   | Iscritti                                          | Iscritti                   | 69 666                  | 100,00                  |
| ↳ Votanti (% su iscritti)  | ↳ Votanti (% su iscritti)                         | ↳ Votanti (% su iscritti)  | 47 234                  | 67,80                   |
| ↳ Astenuti (% su iscritti) | ↳ Astenuti (% su iscritti)                        | ↳ Astenuti (% su iscritti) | 22 432                  | 32,20                   |
|                            |                                                   |                            |                         |                         |
|                            | Esito: collegio passa da Laburista a Conservatore |                            |                         |                         |

### Elezioni negli anni 2000
| Partito                    | Partito                                | Candidato                  | Risultati 5 maggio 2005 | Risultati 5 maggio 2005 |
| Partito                    | Partito                                | Candidato                  | Voti                    | %                       |
| -------------------------- | -------------------------------------- | -------------------------- | ----------------------- | ----------------------- |
|                            | Laburista                              | Lynda Waltho               | 17 089                  | 40,97                   |
|                            | Conservatore                           | Diana Coad                 | 16 682                  | 40,00                   |
|                            | Lib Dem                                | Chris Bramall              | 6 850                   | 16,42                   |
|                            | UKIP                                   | Daniel Mau                 | 1 087                   | 2,61                    |
|                            |                                        |                            |                         |                         |
| Iscritti                   | Iscritti                               | Iscritti                   | 64 463                  | 100,00                  |
| ↳ Votanti (% su iscritti)  | ↳ Votanti (% su iscritti)              | ↳ Votanti (% su iscritti)  | 41 708                  | 64,70                   |
| ↳ Astenuti (% su iscritti) | ↳ Astenuti (% su iscritti)             | ↳ Astenuti (% su iscritti) | 22 755                  | 35,30                   |
|                            |                                        |                            |                         |                         |
|                            | Esito: collegio confermato a Laburista |                            |                         |                         |

| Partito                    | Partito                                | Candidato                  | Risultati 7 giugno 2001 | Risultati 7 giugno 2001 |
| Partito                    | Partito                                | Candidato                  | Voti                    | %                       |
| -------------------------- | -------------------------------------- | -------------------------- | ----------------------- | ----------------------- |
|                            | Laburista                              | Debra Shipley              | 18 823                  | 47,15                   |
|                            | Conservatore                           | Stephen Eyre               | 15 011                  | 37,60                   |
|                            | Lib Dem                                | Chris Bramall              | 4 833                   | 12,11                   |
|                            | UKIP                                   | John Knotts                | 763                     | 1,91                    |
|                            | Laburista Socialista                   | Mick Atherton              | 494                     | 1,24                    |
|                            |                                        |                            |                         |                         |
| Iscritti                   | Iscritti                               | Iscritti                   | 64 601                  | 100,00                  |
| ↳ Votanti (% su iscritti)  | ↳ Votanti (% su iscritti)              | ↳ Votanti (% su iscritti)  | 39 924                  | 61,80                   |
| ↳ Astenuti (% su iscritti) | ↳ Astenuti (% su iscritti)             | ↳ Astenuti (% su iscritti) | 24 677                  | 38,20                   |
|                            |                                        |                            |                         |                         |
|                            | Esito: collegio confermato a Laburista |                            |                         |                         |

## Risultati dei referendum

### Referendum sulla permanenza del Regno Unito nell'Unione europea del 2016
|             | Collegio    | Lasciare UE % | Rimanere in UE % |
| ----------- | ----------- | ------------- | ---------------- |
|             | Stourbridge | 63,6%         | 36,4%            |
| Inghilterra | 53,3%       | 46,7%         |                  |
| Regno Unito | 51,9%       | 48,1%         |                  |